# Salinas Valley
Valea Salinas este una dintre cele mai importante văi și cele mai productive regiuni agricole din California. Este situată la vest de Valea San Joaquin și la sud de Golful San Francisco și Valea Santa Clara sau Silicon Valley.
Valea a fost numită în la sfârșitul secolului al XVIII-lea în perioada colonială din Alta California, iar în spaniolă Salina este termenul pentru o mlaștină de sare, un lac sărat sau un câmp de sare.
Valea se întinde într-un aliniament de la sud-est la nord-vest. Începe la sud de San Ardo, încadrat în zona centrală deCalifornia Coast Ranges, continuă spre nord-vest, continuu mărginită la vest de lanțul Santa Lucia Range, la est de lanțul Gabilan Range, până la capătul acesteia și gura râului în Golful Monterey.

## Vezi și
- San Fernando Valley

## Legături externe
- Subiecte California
- | - v - d - m Statul California al Statelor Unite ale Americii --                             | - v - d - m Statul California al Statelor Unite ale Americii --                                                                                                                                                                                                                                                                                                                                                                                                                                                                                                                                                              | - v - d - m Statul California al Statelor Unite ale Americii -- |
| ------------------------------------------------------------------------------------------- | --- | --------------------------------------------------------------- |
| Sacramento este capitala statului.                                                          | |                                                                 |
| Subiecte generale                                                                           | Guvernatori • Geografie •Economie • Guvern și legislație • Istorie • Californieni |                                                                 |
| Regiuni                                                                                     | Big Sur • Central Valley • Central Coast • Channel Islands • Coachella Valley • Conejo Valley • Valea Morții • Eastern California • Emerald Triangle • Gold Country • Greater Los Angeles • Imperial Valley • Inland Empire • Mojave • Northern California • North San Diego County • Owens Valley • Pomona Valley • The Peninsula • Redwood Empire • Sacramento Valley • San Fernando Valley • San Francisco Bay Area • San Gabriel Valley • Santa Clara Valley • Santa Clarita Valley • San Joaquin Valley • Shasta Cascade • Sierra Nevada • Silicon Valley • Southern California • Wine Country                          |                                                                 |
| Zone metropolitane                                                                          | Bakersfield • Chico • Fresno • Los Angeles-Long Beach-Glendale • Modesto • Napa • Oakland - Fremont - Hayward • Oxnard-Thousand Oaks-Ventura • Riverside - San Bernardino - Ontario • Sacramento-Roseville • Salinas • San Diego-Carlsbad-San Marcos • San Francisco - San Mateo - Redwood City • San Jose - Sunnyvale - Santa Clara • San Luis Obispo - Paso Robles • Santa Ana - Anaheim - Irvine • Santa Barbara - Santa Maria • Santa Cruz - Watsonville • Santa Rosa-Petaluma • Stockton • Vallejo - Fairfield • Visalia - Porterville • Yuba City                                                                      |                                                                 |
| Comitate                                                                                    | Alameda • Alpine • Amador • Butte • Calaveras • Colusa • Contra Costa • Del Norte • El Dorado • Fresno • Glenn • Humboldt • Imperial • Inyo • Kern • Kings • Lake • Lassen • Los Angeles • Madera • Marin • Mariposa • Mendocino • Merced • Modoc • Mono • Monterey • Napa • Nevada • Orange • Placer • Plumas • Riverside • Sacramento • San Benito • San Bernardino • San Diego • San Francisco • San Joaquin • San Luis Obispo • San Mateo • Santa Barbara • Santa Clara • Santa Cruz • Shasta • Sierra • Siskiyou • Solano • Sonoma • Stanislaus • Sutter • Tehama • Trinity • Tulare • Tuolumne • Ventura • Yolo • Yuba |                                                                 |
| Notă -- Textul aldin indică orașele și comitatele cu mai mult decât un milion de locuitori. | |                                                                 |